# Inga Abitova
Inga Abitova (Rusia, 6 de marzo de 1982) es una atleta rusa especializada en la prueba de 10000 m, en la que ha logrado ser campeona europea en 2006.

## Carrera deportiva
En el Campeonato Europeo de Atletismo de 2006 ganó la medalla de oro en los 10000 m, con un tiempo de 30:31.42 segundos, llegando a meta por delante de la noruega Susanne Wigene (plata con 30:32.36 segundos) y su compatriota la también rusa Lidiya Grigoryeva (bronce).